# Nationaal Park Žemaitija
Nationaal park Žemaitija (Litouws: Žemaitijos nacionalinis parkas) is een nationaal park in Litouwen. Het pak werd opgericht in 1991 en is 217,2 vierkante kilometer groot. Het landschap bestaat uit meren (het 1205 hectare grote Platielai-meer met zeven eilandjes), dennenbossen en moerassen (Siberija, Šeirė, Lieptų, Velėnijų). In het nationaal park liggen ook twee strikte natuurreservaten (Plokštinė en Rukundžiai).